# 埃格贝格

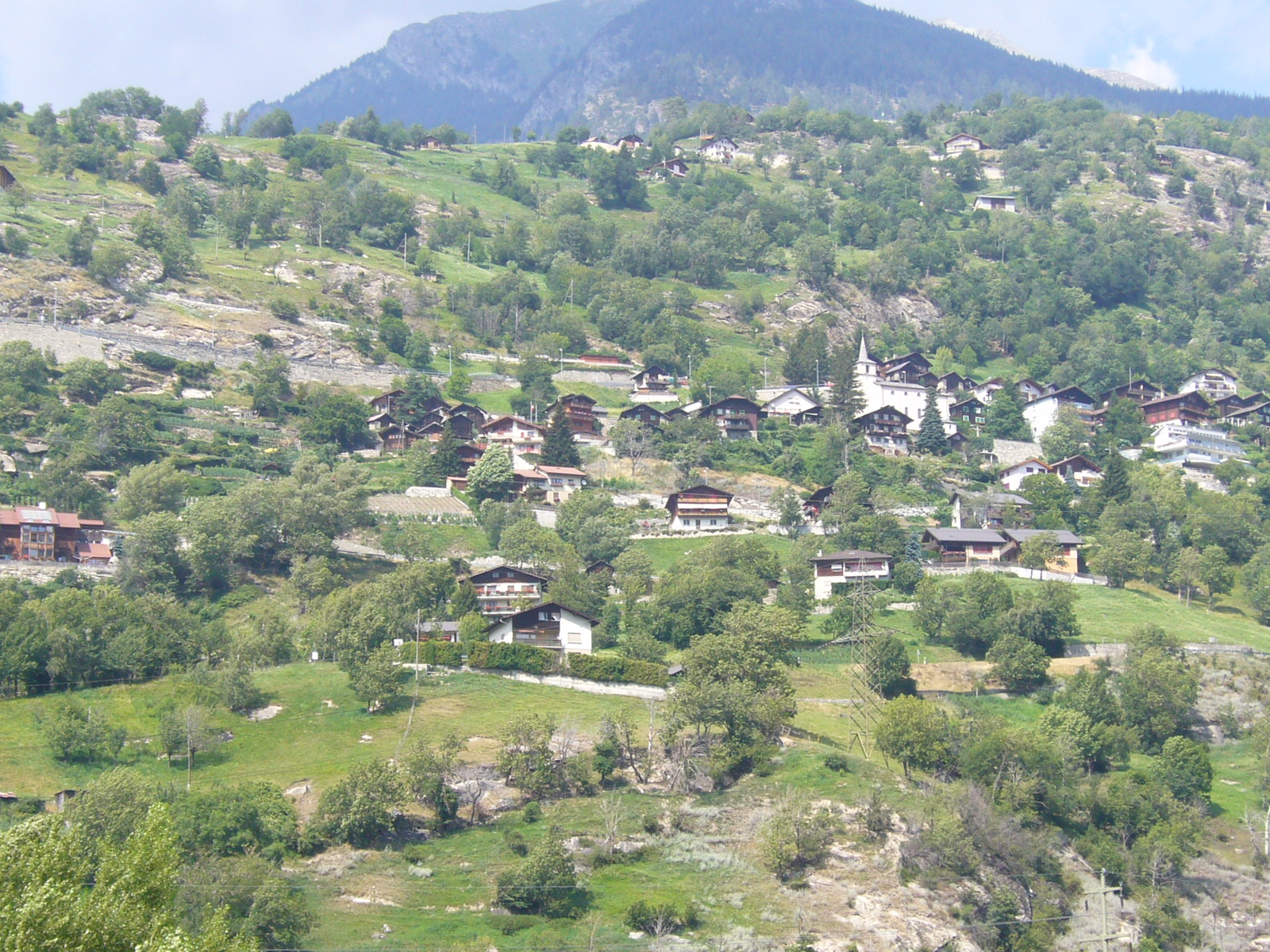

埃格伯格（德语：Eggerberg）是瑞士的城鎮，位於該國南部，由瓦萊州負責管轄，面積5.94平方公里，海拔高度852米，2011年人口343，九成人口信奉羅馬天主教，人口密度每平方公里58人。

## 外部連結
- Official website （页面存档备份，存于） （德文）